# خوسيه باتشيكو
خوسيه باتشيكو (بالبرتغالية: José Pacheco‏) هو دراج برتغالي، ولد في 14 فبراير 1942 في سانتو تريسو في البرتغال.

## وصلات خارجية
- خوسيه باتشيكو على موقع إحصائيات الدراجات الإحترافية (الإنجليزية)
- خوسيه باتشيكو على موقع أوليمبيديا (الإنجليزية)